# جون شو (كاهن كاثوليكي)
جون شو (بالإنجليزية: John Shaw)‏ هو كاهن كاثوليكي أمريكي، ولد في 12 ديسمبر 1863 في موبيل في الولايات المتحدة، وتوفي في 2 نوفمبر 1934 في نيو أورلينز في الولايات المتحدة.